# François Blanchy
François Joseph Marie Antoine „Jean-François” Blanchy (ur. 12 grudnia 1886 w Bordeaux, zm. 2 października 1960 w Saint-Jean-de-Luz) – francuski tenisista. Dwukrotny olimpijczyk – brał udział w igrzyskach w Sztokholmie (1912) i Antwerpii (1920). Startował w olimpijskich turniejach singlowych oraz deblowych.

## Występy na letnich igrzyskach olimpijskich

### Turnieje singlowe
| Igrzyska | Konkurencja                     | 1/64 finału         | 1/32 finału           | 1/16 finału     | Ćwierćfinał     | Półfinał        | Finał/Mecz o trzecie miejsce | Klasyfikacja końcowa |
| Igrzyska | Konkurencja                     | Rywal               | Rywal                 | Rywal           | Rywal           | Rywal           | Rywal                        | Klasyfikacja końcowa |
| -------- | ------------------------------- | ------------------- | --------------------- | --------------- | --------------- | --------------- | ---------------------------- | -------------------- |
| LIO 1912 | Turniej singlowy (kort otwarty) | Bohuslav Hykš W 3:0 | Lionel Tapscott P 2:3 | → Nie awansował | → Nie awansował | → Nie awansował | → Nie awansował              | Miejsca 17-32        |
| LIO 1920 | Turniej singlowy                | George Dodd P 1:3   | → Nie awansował       | → Nie awansował | → Nie awansował | → Nie awansował | → Nie awansował              | Miejsca 33-64        |

### Turnieje deblowe
| Igrzyska | Konkurencja              | Partner         | 1/32 finału | 1/16 finału           | Ćwierćfinał                  | Półfinał                   | Finał/Mecz o trzecie miejsce              | Klasyfikacja końcowa |
| Igrzyska | Konkurencja              | Partner         | Rywal       | Rywal                 | Rywal                        | Rywal                      | Rywal                                     | Klasyfikacja końcowa |
| -------- | ------------------------ | --------------- | ----------- | --------------------- | ---------------------------- | -------------------------- | ----------------------------------------- | -------------------- |
| LIO 1920 | Turniej deblowy mężczyzn | Jacques Brugnon |             | B. Hykš J. Just W 3:0 | C. Langaard J. Nielsen W 3:0 | I. Kumagae S. Kashio P 1:3 | M. Décugis P. Albarran P (wynik nieznany) | 4. miejsce           |

### Turnieje mikstowe
| Igrzyska | Konkurencja      | Partner         | 1/32 finału | 1/16 finału                  | Ćwierćfinał      | Półfinał         | Finał/Mecz o trzecie miejsce | Klasyfikacja końcowa |
| Igrzyska | Konkurencja      | Partner         | Rywal       | Rywal                        | Rywal            | Rywal            | Rywal                        | Klasyfikacja końcowa |
| -------- | ---------------- | --------------- | ----------- | ---------------------------- | ---------------- | ---------------- | ---------------------------- | -------------------- |
| LIO 1920 | Turniej mikstowy | Jeanne Vaussard |             | A. Chaudoir A. Lammens P 1:2 | → Nie awansowali | → Nie awansowali | → Nie awansowali             | Miejsca 17-32        |